# Межозёрный (Ленинградская область)
Межозёрный — посёлок в Скребловском сельском поселении Лужского района Ленинградской области.

## История
Согласно карте из «Исторического атласа Санкт-Петербургской Губернии» 1863 года на месте современного посёлка Межозёрный находился постоялый двор.
По данным 1973 года посёлок Межозёрный в составе Лужского района не значился.
По данным 1990 года посёлок Межозёрный являлся административным центром Межозёрного сельсовета, в который входили 12 населённых пунктов, общей численностью населения 1910 человек. В самом посёлке Межозёрный проживали 603 человека.
В 1997 году в посёлке Межозёрный Межозёрной волости проживали 698 человек, в 2002 году — 646 человек (русские — 87 %). Посёлок являлся административным центром волости.
В 2007 году в посёлке Межозёрный Скребловского СП проживали 605 человек.

## География
Посёлок расположен в южной части района на автодороге Р23 «Псков» (E 95, Санкт-Петербург — граница с Белоруссией).
Расстояние до административного центра поселения — 4 км.
Расстояние до районного центра — 9 км. 
Посёлок находится на восточном берегу Пишелевского озера.

## Демография
| 1990 | 1997 | 2007 | 2010 | 2017 |
| ---- | ---- | ---- | ---- | ---- |
| 603  | ↗698 | ↘605 | ↘546 | ↗588 |